# لوچو پلگرینی
لوچو پلگرینی (ایتالیایی: Lucio Pellegrini؛ زادهٔ ۲۰ اکتبر ۱۹۶۵) کارگردان فیلم و فیلم‌نامه‌نویس اهل ایتالیا است.
از فیلم‌ها یا مجموعه‌های تلویزیونی که وی در آن‌ها نقش داشته‌است، می‌توان به بی‌خیالش اشاره نمود.